# Tadesse Liban
Tadesse Liban est un écrivain éthiopien du XXe siècle, il est un des principaux auteurs de nouvelles de la littérature amharique. Sa principale œuvre s'intitule Meskerem.